# Саміт (фільм)
«Саміт» (ісп. La cordillera) — копродукційний драматичний фільм Аргентини, Франції та Іспанії 2017 року, поставлений режисером Сантьяго Мітре. Стрічку було відібрано для участі в секції Особливий погляд на 70-му Каннському міжнародному кінофестивалі (2017) .

## Сюжет
У Чилі проходить саміт президентів країн Латинської Америки, на якому обговорюються геополітичні стратегії й альянси. Між тим аргентинський президент Ернан Бланко (Рікардо Дарін) переживає політичну й сімейну драму та намагається боротися з внутрішніми демонами. Йому доведеться ухвалити рішення, одне з яких вплине на його й без того непрості стосунки з донькою, а інше стане найважливішим у його політичній кар'єрі.

## У ролях
| • Рікардо Дарін        | … | Ернан Бланко, Президент Аргентини   |
| • Долорес Фонці        | … | Марина Бланко                       |
| • Еріка Рівас          | … | Луїза Кордеро                       |
| • Єлена Анайя          | … | Клаудія Клейн                       |
| • Крістіан Слейтер     | … | Дерек Маккінлі                      |
| • Пауліна Гарсія       | … | Пола Шерсон, Президент Чилі         |
| • Данієль Гіменес Качо | … | Себастьян Састре, Президент Мексики |
| • Альфредо Кастро      | … | Дезідеріо Гарсія, гіпнотизер        |
| • Герардо Романо       | … | Каспекс                             |
| • Рафаель Альфаро      | … | Прейслер, Президент Парагваю        |
| • Леонардо Франко      | … | Президент Бразилії                  |
| • Мануель Тротта       | … | Йон                                 |

## Знімальна група
- Автори сценарію — Маріано Льянас, Сантьяго Мітре
- Режисер-постановник — Сантьяго Мітре
- Продюсери — Фернандо Бовайра, Фернандо Бром, Едуардо Кастро, Симон Де Сантьяго, Дідар Домері, Аксель Кушевацькі, Агостіна Лламбі-Кемпбелл, Матіас Мостейрін, Уго Сігман
- Виконавчий продюсер — Хав'єр Брайєр
- Співпродюсери — Олів'є Пере, Мікаела Бює, Летисія Крісті
- Оператор — Хав'єр Хулія
- Композитор — Альберто Іглесіас
- Монтаж — Ніколас Голдбарт
- Артдиректор — Себастьян Оргамбіде
- Художник по костюмах — Соня Гранде

## Нагороди та номінації
| Список нагород та номінацій         | Список нагород та номінацій | Список нагород та номінацій | Список нагород та номінацій | Список нагород та номінацій | Список нагород та номінацій |
| Кінопремія                          | Дата церемонії              | Категорія                   | Номінант(и)                 | Результат                   | Дж                          |
| ----------------------------------- | --------------------------- | --------------------------- | --------------------------- | --------------------------- | --------------------------- |
| Каннський міжнародний кінофестиваль | 27.05.2017                  | Приз Особливий погляд       | Саміт                       | Номінація                   | [ 4 ]                       |